# Beat Kiyoshi
Nirō Kaneko (兼子 二郎, Kaneko Nirō), également connu sous le pseudonyme de Beat Kiyoshi (ビートきよし, Bīto Kiyoshi), est un acteur et humoriste japonais, né le 31 décembre 1949 à Mogami dans la préfecture de Yamagata au Japon.
Durant les années 1970, il formait avec Takeshi Kitano, le manzai The Two Beats.

## Filmographie
- L'Été de Kikujiro
- Takeshis'